# Робін ван Персі
Ро́бін ван Пе́рсі (нід. Robin van Persie прослухатиⓘ; нар. 6 серпня 1983 року, Роттердам, Нідерланди) — нідерландський футболіст, що грав на позиції нападника.
З лютого 2025 року очолює «Феєнорд».

## Кар'єра

### «Феєноорд»
Ван Персі у віці 14 років приєднався до голландського клубу Ексельсіор (Роттердам), але незабаром покинув його через конфлікт з тренерським штабом і приєднався до «Фейєноорду». Він швидко увірвався в першу команду і дебютував за неї у віці 17 років. В кінці сезону 2001–2002 він отримав нагороду Найкращого молодого гравця Чемпіонату Голландії. Перед стартом наступного сезону Ван Персі підписав свій перший професійний контракт, розрахований на 3,5 роки. Через конфлікт з тодішнім тренером «Фейєноорда» Бертом ван Марвейком, ван Персі був переведений в резервну команду.
Під час матчу між резервними складами «Фейєноорда» і «Аякса» він разом з декількома одноклубниками піддався нападу з боку хуліганів, що вискочили на поле.
Тим не менш «Фейєноорд» намагався продовжити контракт з нападником, але безуспішно. Сезон 2003–2004 ван Персі після відмови продовжувати контракт провів на лавці запасних. На початку сезону 2004–2005 ван Персі перейшов до лондонського «Арсеналу» за 2,75 млн фунтів стерлінгів.

### «Арсенал»
17 травня 2004, ван Персі підписав з «Арсеналом» 4-річний контракт. У Голландії Ван Персі грав на позиції лівого вінгера, проте в «Арсеналі» він став нападником. Робін дебютував за «канонірів» в матчі за Суперкубок Англії проти «Манчестер Юнайтед». Спочатку Ван Персі виходив лише з лавки запасних, але 27 жовтня у матчі Кубка Ліги він зробив повноцінний дебют. Гарна форма голландця на старті чемпіонату Англії сезону 2005–2006 (8 голів у 8 матчах) принесла йому нагороду найкращого гравця листопада. 4 січня 2006 він підписав новий 5-річний контракт з Арсеналом.
У сезоні 2006–2007 Ван Персі отримав серйозну травму, але, попри це, він став найкращим бомбардиром команди з 13 голами в активі.
Після від'їзду Тьєррі Анрі в «Барселону», ван Персі взяв на себе обов'язок головного бомбардира «канонірів», але після низки вдалих матчів отримав серйозну травму коліна в матчі за збірну Голландії. До грудня Робін повернувся в команду, але в січні його знову наздогнала травма, що вибила його до кінця сезону.
Ахіллесовою п'ятою Ван Персі була слабка права нога, яку він використовував лише для бігу. Однак перед сезоном 2008/09 він всерйоз попрацював над цим, що принесло свої плоди. Робін став краще володіти правою, він почав регулярно забивати з її допомогою. У сезоні 2008–2009 він став найкращим бомбардиром Арсеналу, забивши у всіх турнірах 20 голів. Крім того, він віддав 13 гольових передач.
У липні 2009 року Ван Персі уклав новий контракт з Арсеналом. Від'їзд Еммануеля Адебайора в «Манчестер Сіті» зробив голландця головною надією «канонірів» у їх атакуючих побудовах. Сезон Робін почав досить успішно, він чимало забивав і віддав стільки ж голевих передач. У жовтні він став найкращим гравцем місяця чемпіонату Англії. Але 14 листопада 2009 року він травмував кісточку в міжнародному матчі. 14 квітня 2010 ван Персі повернувся на поле в матчі проти «Тоттенхема», в сезоні 2009 −2010 незважаючи на травму він став третім за результативністю бомбардиром Арсеналу, забивши 10 голів у 19 матчах. Крім того, він віддав 8 гольових передач.
Після від'їзду з клубу Вільяма Галласа взяв собі 10-ий номер, поступившись одинадцятим Карлосу Вела.

### Збірна Нідерландів
Ван Персі брав участь на Чемпіонаті Світу-2006 і Євро-2008. На Чемпіонаті Світу він не виходив на поле з перших хвилин, забивши 1 гол в 4 зустрічах. На Євро-2008 Марко ван Бастен використовував ван Персі як центрального напададника (проти Італії), правого вінгера (проти Франції та Росії) і на позиції під нападаючим (проти Румунії). У матчі проти збірної Франції ван Персі, вийшовши на заміну на 55-й хвилині зустрічі, через 4 хвилини після прострілу Роббена з лінії воротарського поклав м'яч у нижній кут. Другий гол на Євро він забив у зустрічі проти збірної Румунії.
Після Євро-2008 ван Персі зіграв у кількох товариських матчах, але в листопаді 2009 року в одному з них отримав серйозну травму щиколотки і був змушений пропустити велику частину сезону. Пізніше добре йому знайомий тренер Берт Ван Марвейк включив його в остаточний склад збірної Нідерландів на чемпіонат Світу 2010. На мундіалі виходив у стартовому складі нідерландців в усіх 7 іграх, з яких програли вони лише одну — фінальний матч проти збірної Іспанії, посівши таким чином друге місце.
Згодом був учансником Євро-2012 та ЧС-2014. На останньому турнірі забив чотири голи у шости матчах, допомігши команді здобути бронзові нагороди світової першості.
10 жовтня 2015 року провів свою соту гру за збірну Нідерландів.

## Статистика виступів

### Статистика клубних виступів
| Сезон                         | Команда                       | Campionato                    | Campionato | Campionato | Національний кубок | Національний кубок | Національний кубок | Континентальні кубки | Континентальні кубки | Континентальні кубки | Інші змагання | Інші змагання | Інші змагання | Усього | Усього |
| Сезон                         | Команда                       | Турнір                        | Ігор       | Голів      | Турнір             | Ігор               | Голів              | Турнір               | Ігор                 | Голів                | Турнір        | Ігор          | Голів         | Ігор   | Голів  |
| ----------------------------- | ----------------------------- | ----------------------------- | ---------- | ---------- | ------------------ | ------------------ | ------------------ | -------------------- | -------------------- | -------------------- | ------------- | ------------- | ------------- | ------ | ------ |
| 2001–02                       | «Феєнорд»                     | ЕД                            | 10         | 0          | КН                 | 0                  | 0                  | КУЄФА                | 7                    | 0                    | -             | -             | -             | 17     | 0      |
| 2002–03                       | «Феєнорд»                     | ЕД                            | 23         | 9          | КН                 | 3                  | 7                  | ЛЧ                   | 2                    | 0                    | -             | -             | -             | 28     | 16     |
| 2003–04                       | «Феєнорд»                     | ЕД                            | 28         | 6          | КН                 | 2                  | 0                  | КУЄФА                | 3                    | 0                    | -             | -             | -             | 33     | 6      |
| Усього за «Феєнорд»           | Усього за «Феєнорд»           | Усього за «Феєнорд»           | 61         | 15         |                    | 5                  | 7                  |                      | 12                   | 0                    |               | -             | -             | 78     | 22     |
| 2004–05                       | «Арсенал»                     | ПЛ                            | 26         | 5          | КА+КЛ              | 5+3                | 3+1                | ЛЧ                   | 6                    | 1                    | СКА           | 1             | 0             | 41     | 10     |
| 2005–06                       | «Арсенал»                     | ПЛ                            | 24         | 5          | КА+КЛ              | 2+4                | 0+4                | ЛЧ                   | 7                    | 2                    | СКА           | 1             | 0             | 38     | 11     |
| 2006–07                       | «Арсенал»                     | ПЛ                            | 22         | 11         | КА+КЛ              | 1+0                | 0                  | ЛЧ                   | 8                    | 2                    | -             | -             | -             | 31     | 13     |
| 2007–08                       | «Арсенал»                     | ПЛ                            | 15         | 7          | КА+КЛ              | 0+1                | 0                  | ЛЧ                   | 7                    | 2                    | -             | -             | -             | 23     | 9      |
| 2008–09                       | «Арсенал»                     | ПЛ                            | 28         | 11         | КА+КЛ              | 6+0                | 4                  | ЛЧ                   | 10                   | 5                    | -             | -             | -             | 44     | 20     |
| 2009–10                       | «Арсенал»                     | ПЛ                            | 16         | 9          | КА+КЛ              | 0                  | 0                  | ЛЧ                   | 4                    | 1                    | -             | -             | -             | 20     | 10     |
| 2010–11                       | «Арсенал»                     | ПЛ                            | 25         | 18         | КА+КЛ              | 2+3                | 1+1                | ЛЧ                   | 3                    | 2                    | -             | -             | -             | 33     | 22     |
| 2011–12                       | «Арсенал»                     | ПЛ                            | 38         | 30         | КА+КЛ              | 2+0                | 2                  | ЛЧ                   | 8                    | 5                    | -             | -             | -             | 48     | 37     |
| Усього за «Арсенал»           | Усього за «Арсенал»           | Усього за «Арсенал»           | 194        | 96         |                    | 29                 | 16                 |                      | 53                   | 20                   |               | 2             | 0             | 278    | 132    |
| 2012–13                       | «Манчестер Юнайтед»           | ПЛ                            | 38         | 26         | КА+КЛ              | 4+0                | 1                  | ЛЧ                   | 6                    | 3                    | -             | -             | -             | 48     | 30     |
| 2013–14                       | «Манчестер Юнайтед»           | ПЛ                            | 21         | 12         | КА+КЛ              | 0                  | 0                  | ЛЧ                   | 6                    | 4                    | СКА           | 1             | 2             | 28     | 18     |
| 2014–15                       | «Манчестер Юнайтед»           | ПЛ                            | 27         | 10         | КА+КЛ              | 2+0                | 0                  | -                    | -                    | -                    | -             | -             | -             | 29     | 10     |
| Усього за «Манчестер Юнайтед» | Усього за «Манчестер Юнайтед» | Усього за «Манчестер Юнайтед» | 86         | 48         |                    | 6                  | 1                  |                      | 12                   | 7                    |               | 1             | 2             | 105    | 58     |
| 2015–16                       | «Фенербахче»                  | ТСЛ                           | 31         | 16         | КТ                 | 5                  | 5                  | ЛЧ+ЛЄ                | 1+11                 | 0+1                  | -             | -             | -             | 48     | 22     |
| 2016–17                       | «Фенербахче»                  | ТСЛ                           | 24         | 9          | КТ                 | 4                  | 4                  | ЛЄ                   | 7                    | 1                    | -             | -             | -             | 35     | 14     |
| 2017–18                       | «Фенербахче»                  | ТСЛ                           | 2          | 0          | КТ                 | 0                  | 0                  | ЛЄ                   | 2                    | 0                    | -             | -             | -             | 4      | 0      |
| Усього за «Фенербахче»        | Усього за «Фенербахче»        | Усього за «Фенербахче»        | 57         | 25         |                    | 9                  | 9                  |                      | 21                   | 2                    |               | 1             | 2             | 87     | 36     |
| 2017–18                       | «Феєнорд»                     | ЕД                            | 12         | 5          | КН                 | 2                  | 2                  | -                    | -                    | -                    | -             | -             | -             | 14     | 7      |
| 2018–19                       | «Феєнорд»                     | ЕД                            | 25         | 16         | КН                 | 4                  | 2                  | ЛЄ                   | 1                    | 0                    | -             | 1             | 0             | 45     | 18     |
| Усього за «Феєнорд»           | Усього за «Феєнорд»           | Усього за «Феєнорд»           | 37         | 21         |                    | 6                  | 4                  |                      | 1                    | 0                    |               | -             | -             | 45     | 25     |
| Усього за кар'єру             | Усього за кар'єру             | Усього за кар'єру             | 435        | 204        |                    | 44                 | 31                 |                      | 99                   | 29                   |               | 4             | 2             | 593    | 272    |

### Статистика виступів за збірну
Станом на 25 серпня 2016 року
| Дата       | Місто              | Господарі          | Результат               | Гості              | Турнір                         | Голи | Примітки |
| ---------- | ------------------ | ------------------ | ----------------------- | ------------------ | ------------------------------ | ---- | -------- |
| 04-06-2005 | Роттердам          | Нідерланди         | 2 – 0                   | Румунія            | Відбір до ЧС 2006              | -    | 62'      |
| 08-06-2005 | Гельсінкі          | Фінляндія          | 0 – 4                   | Нідерланди         | Відбір до ЧС 2006              | 1    | 74'      |
| 17-08-2005 | Роттердам          | Нідерланди         | 2 – 2                   | Німеччина          | товариський матч               | -    | 46'      |
| 03-09-2005 | Єреван             | Вірменія           | 0 – 1                   | Нідерланди         | Відбір до ЧС 2006              | -    | 75'      |
| 07-09-2005 | Ейндговен          | Нідерланди         | 4 – 0                   | Андорра            | Відбір до ЧС 2006              | -    |          |
| 08-10-2005 | Прага              | Чехія              | 0 – 2                   | Нідерланди         | Відбір до ЧС 2006              | -    | 76'      |
| 12-10-2005 | Амстердам          | Нідерланди         | 0 – 0                   | Північна Македонія | Відбір до ЧС 2006              | -    | 52', 85' |
| 27-05-2006 | Роттердам          | Нідерланди         | 1 – 0                   | Камбоджа           | товариський матч               | -    |          |
| 01-06-2006 | Ейндговен          | Нідерланди         | 2 – 1                   | Мексика            | товариський матч               | -    | 46'      |
| 04-06-2006 | Роттердам          | Нідерланди         | 1 – 1                   | Австралія          | товариський матч               | -    |          |
| 11-06-2006 | Лейпциг            | Сербія             | 0 – 1                   | Нідерланди         | ЧС 2006 - 1-й етап             | -    |          |
| 16-06-2006 | Штутгарт           | Кот-д'Івуар        | 1 – 2                   | Нідерланди         | ЧС 2006 - 1-й етап             | 1    |          |
| 21-06-2006 | Франкфурт-на-Майні | Аргентина          | 0 – 0                   | Нідерланди         | ЧС 2006 - 1-й етап             | -    | 67'      |
| 25-06-2006 | Нюрнберг           | Нідерланди         | 0 – 1                   | Португалія         | ЧС 2006 - 1/8 фіналу di finale | -    |          |
| 16-08-2006 | Дублін             | Ірландія           | 0 – 4                   | Нідерланди         | товариський матч               | 1    |          |
| 02-09-2006 | Люксембург         | Люксембург         | 0 – 1                   | Нідерланди         | Відбір до ЧЄ 2008              | -    | 77'      |
| 06-09-2006 | Ейндговен          | Нідерланди         | 3 – 0                   | Білорусь           | Відбір до ЧЄ 2008              | 2    | 28'      |
| 07-10-2006 | Софія              | Болгарія           | 1 – 1                   | Нідерланди         | Відбір до ЧЄ 2008              | 1    |          |
| 11-10-2006 | Амстердам          | Нідерланди         | 2 – 1                   | Албанія            | Відбір до ЧЄ 2008              | 1    |          |
| 22-08-2007 | Женева             | Швейцарія          | 2 – 1                   | Нідерланди         | товариський матч               | -    |          |
| 08-09-2007 | Амстердам          | Нідерланди         | 2 – 0                   | Болгарія           | Відбір до ЧЄ 2008              | -    |          |
| 12-09-2007 | Тирана             | Албанія            | 0 – 1                   | Нідерланди         | Відбір до ЧЄ 2008              | -    | 37', 46' |
| 17-10-2007 | Ейндговен          | Нідерланди         | 2 – 0                   | Словенія           | Відбір до ЧЄ 2008              | -    | 60'      |
| 26-03-2008 | Відень             | Австрія            | 3 – 4                   | Нідерланди         | товариський матч               | -    | 69'      |
| 09-06-2008 | Берн               | Італія             | 0 – 3                   | Нідерланди         | ЧЄ 2008 - 1-й етап             | -    | 70'      |
| 13-06-2008 | Берн               | Франція            | 1 – 4                   | Нідерланди         | ЧЄ 2008 - 1-й етап             | 1    | 55'      |
| 17-06-2008 | Берн               | Нідерланди         | 2 – 0                   | Румунія            | ЧЄ 2008 - 1-й етап             | 1    |          |
| 21-06-2008 | Базель             | Нідерланди         | 1 – 3                   | Росія              | ЧЄ 2008 - чвертьфінал          | -    | 46', 55' |
| 20-08-2008 | Москва             | Росія              | 1 – 1                   | Нідерланди         | товариський матч               | 1    | 72'      |
| 06-09-2008 | Ейндговен          | Нідерланди         | 1 – 2                   | Австралія          | товариський матч               | -    | 46'      |
| 10-09-2008 | Скоп'є             | Північна Македонія | 1 – 2                   | Нідерланди         | Відбір до ЧС 2010              | -    | 14', 70' |
| 15-10-2008 | Осло               | Норвегія           | 0 – 1                   | Нідерланди         | Відбір до ЧС 2010              | -    | 57'      |
| 19-11-2008 | Амстердам          | Нідерланди         | 3 – 1                   | Швеція             | товариський матч               | 2    |          |
| 11-02-2009 | Радес              | Туніс              | 1 – 1                   | Нідерланди         | товариський матч               | -    | 46'      |
| 28-03-2009 | Амстердам          | Нідерланди         | 3 – 0                   | Шотландія          | Відбір до ЧС 2010              | 1    | 65'      |
| 06-06-2009 | Рейк'явік          | Ісландія           | 1 – 2                   | Нідерланди         | Відбір до ЧС 2010              | -    |          |
| 10-06-2009 | Роттердам          | Нідерланди         | 2 – 0                   | Норвегія           | Відбір до ЧС 2010              | -    | 83'      |
| 12-08-2009 | Амстердам          | Нідерланди         | 2 – 2                   | Англія             | товариський матч               | -    | 46'      |
| 05-09-2009 | Енсхеде            | Нідерланди         | 3 – 0                   | Японія             | товариський матч               | 1    |          |
| 09-09-2009 | Глазго             | Шотландія          | 0 – 1                   | Нідерланди         | Відбір до ЧС 2010              | -    | 17', 84' |
| 14-11-2009 | Пескара            | Італія             | 0 – 0                   | Нідерланди         | товариський матч               | -    | 15'      |
| 26-05-2010 | Фрайбург           | Мексика            | 1 – 2                   | Нідерланди         | товариський матч               | 2    | 64'      |
| 01-06-2010 | Роттердам          | Нідерланди         | 4 – 1                   | Гана               | товариський матч               | 1    |          |
| 05-06-2010 | Амстердам          | Нідерланди         | 6 – 1                   | Угорщина           | товариський матч               | 1    | 68'      |
| 14-06-2010 | Йоганнесбург       | Данія              | 0 – 2                   | Нідерланди         | ЧС 2010 - 1-й етап             | -    | 49', 77' |
| 19-06-2010 | Дурбан             | Японія             | 0 – 1                   | Нідерланди         | ЧС 2010 - 1-й етап             | -    | 88'      |
| 24-06-2010 | Кейптаун           | Камерун            | 1 – 2                   | Нідерланди         | ЧС 2010 - 1-й етап             | 1    | 59'      |
| 28-06-2010 | Дурбан             | Нідерланди         | 2 – 1                   | Словаччина         | ЧС 2010 - 1/8 фіналу di finale | -    | 80'      |
| 02-07-2010 | Порт-Елізабет      | Бразилія           | 1 – 2                   | Нідерланди         | ЧС 2010 - чвертьфінал          | -    | 85'      |
| 06-07-2010 | Кейптаун           | Уругвай            | 2 – 3                   | Нідерланди         | ЧС 2010 - Semifinale           | -    |          |
| 11-07-2010 | Йоганнесбург       | Нідерланди         | 0 – 1                   | Іспанія            | ЧС 2010 - Фінал                | -    | 15'      |
| 17-11-2010 | Амстердам          | Нідерланди         | 1 – 0                   | Туреччина          | товариський матч               | -    | 46'      |
| 25-03-2011 | Будапешт           | Угорщина           | 0 – 4                   | Нідерланди         | Відбір до ЧЄ 2012              | 1    | 18'      |
| 29-03-2011 | Амстердам          | Нідерланди         | 5 – 3                   | Угорщина           | Відбір до ЧЄ 2012              | 1    | 46'      |
| 04-06-2011 | Гоянія             | Бразилія           | 0 – 0                   | Нідерланди         | товариський матч               | -    | 64'      |
| 08-06-2011 | Монтевідео         | Уругвай            | 1 – 1                   | Нідерланди         | Copa Confraternidad 2011       | -    |          |
| 02-09-2011 | Ейндговен          | Нідерланди         | 11 – 0                  | Сан-Марино         | Відбір до ЧЄ 2012              | 4    |          |
| 06-09-2011 | Гельсінкі          | Фінляндія          | 0 – 2                   | Нідерланди         | Відбір до ЧЄ 2012              | -    | 68'      |
| 07-10-2011 | Роттердам          | Нідерланди         | 1 – 0                   | Молдова            | Відбір до ЧЄ 2012              | -    |          |
| 11-10-2011 | Стокгольм          | Швеція             | 3 – 2                   | Нідерланди         | Відбір до ЧЄ 2012              | -    |          |
| 11-11-2011 | Амстердам          | Нідерланди         | 0 – 0                   | Швейцарія          | товариський матч               | -    |          |
| 29-02-2012 | Лондон             | Англія             | 2 – 3                   | Нідерланди         | товариський матч               | -    | 46'      |
| 26-05-2012 | Амстердам          | Нідерланди         | 1 – 2                   | Болгарія           | товариський матч               | 1    |          |
| 30-05-2012 | Роттердам          | Нідерланди         | 2 – 0                   | Словаччина         | товариський матч               | -    | 68'      |
| 02-06-2012 | Амстердам          | Нідерланди         | 6 – 0                   | Північна Ірландія  | товариський матч               | 2    | 57'      |
| 09-06-2012 | Харків             | Нідерланди         | 0 – 1                   | Данія              | ЧЄ 2012 - 1-й етап             | -    |          |
| 13-06-2012 | Харків             | Нідерланди         | 1 – 2                   | Німеччина          | ЧЄ 2012 - 1-й етап             | 1    |          |
| 17-06-2012 | Харків             | Португалія         | 2 – 1                   | Нідерланди         | ЧЄ 2012 - 1-й етап             | -    | 69'      |
| 07-09-2012 | Амстердам          | Нідерланди         | 2 – 0                   | Туреччина          | Відбір до ЧС 2014              | 1    |          |
| 11-09-2012 | Будапешт           | Угорщина           | 1 – 4                   | Нідерланди         | Відбір до ЧС 2014              | -    | 46'      |
| 16-10-2012 | Бухарест           | Румунія            | 1 – 4                   | Нідерланди         | Відбір до ЧС 2014              | 1    |          |
| 06-02-2013 | Амстердам          | Нідерланди         | 1 – 1                   | Італія             | товариський матч               | -    | 46'      |
| 22-03-2013 | Амстердам          | Нідерланди         | 3 – 0                   | Естонія            | Відбір до ЧС 2014              | 1    |          |
| 26-03-2013 | Амстердам          | Нідерланди         | 4 – 0                   | Румунія            | Відбір до ЧС 2014              | 2    | 86'      |
| 07-06-2013 | Джакарта           | Індонезія          | 0 – 3                   | Нідерланди         | товариський матч               | -    | 46'      |
| 11-06-2013 | Пекін              | КНР                | 0 – 2                   | Нідерланди         | товариський матч               | 1    |          |
| 14-08-2013 | Фару               | Португалія         | 1 – 1                   | Нідерланди         | товариський матч               | -    | 58'      |
| 06-09-2013 | Таллінн            | Естонія            | 2 – 2                   | Нідерланди         | Відбір до ЧС 2014              | 1    |          |
| 10-09-2013 | Андорра-ла-Велья   | Андорра            | 0 – 2                   | Нідерланди         | Відбір до ЧС 2014              | 2    |          |
| 11-10-2013 | Амстердам          | Нідерланди         | 8 – 1                   | Угорщина           | Відбір до ЧС 2014              | 3    | 61'      |
| 15-10-2013 | Стамбул            | Туреччина          | 0 – 2                   | Нідерланди         | Відбір до ЧС 2014              | -    | 46'      |
| 05-03-2014 | Сен-Дені           | Франція            | 2 – 0                   | Нідерланди         | товариський матч               | -    |          |
| 17-05-2014 | Амстердам          | Нідерланди         | 1 – 1                   | Еквадор            | товариський матч               | 1    | 79'      |
| 31-05-2014 | Роттердам          | Нідерланди         | 1 – 0                   | Гана               | товариський матч               | 1    | 74'      |
| 04-06-2014 | Амстердам          | Нідерланди         | 2 – 0                   | Уельс              | товариський матч               | -    | 46'      |
| 13-06-2014 | Сальвадор          | Іспанія            | 1 – 5                   | Нідерланди         | ЧС 2014 - 1-й етап             | 2    | 79'      |
| 18-06-2014 | Порту-Алегрі       | Австралія          | 2 – 3                   | Нідерланди         | ЧС 2014 - 1-й етап             | 1    | 47', 87' |
| 29-06-2014 | Форталеза          | Нідерланди         | 2 – 1                   | Мексика            | ЧС 2014 - 1/8 фіналу di finale | -    | 76'      |
| 05-07-2014 | Салвадор           | Нідерланди         | 0 – 0 д.ч. (4 - 3 п.п.) | Коста-Рика         | ЧС 2014 - чвертьфінал          | -    |          |
| 09-07-2014 | Сан-Пауло          | Нідерланди         | 0 – 0 д.ч. (2 - 4 п.п.) | Аргентина          | ЧС 2014 - півфінал             | -    |          |
| 12-07-2014 | Бразиліа           | Бразилія           | 0 – 3                   | Нідерланди         | ЧС 2014 - 3º posto             | 1    |          |
| 04-09-2014 | Барі               | Італія             | 2 – 0                   | Нідерланди         | товариський матч               | -    | 81'      |
| 09-09-2014 | Прага              | Чехія              | 2 – 1                   | Нідерланди         | Відбір до ЧЄ 2016              | -    |          |
| 10-10-2014 | Амстердам          | Нідерланди         | 3 – 1                   | Казахстан          | Відбір до ЧЄ 2016              | 1    |          |
| 13-10-2014 | Рейк'явік          | Ісландія           | 2 – 0                   | Нідерланди         | Відбір до ЧЄ 2016              | -    |          |
| 16-11-2014 | Амстердам          | Нідерланди         | 6 – 0                   | Латвія             | Відбір до ЧЄ 2016              | 1    | 79'      |
| 05-06-2015 | Амстердам          | Нідерланди         | 3 – 4                   | США                | товариський матч               | -    | 57'      |
| 12-06-2015 | Рига               | Латвія             | 0 – 2                   | Нідерланди         | Відбір до ЧЄ 2016              | -    | 63'      |
| 06-09-2015 | Конья              | Туреччина          | 3 – 0                   | Нідерланди         | Відбір до ЧЄ 2016              | -    | 36'      |
| 10-10-2015 | Астана             | Казахстан          | 1 – 2                   | Нідерланди         | Відбір до ЧЄ 2016              | -    | 87'      |
| 13-10-2015 | Амстердам          | Нідерланди         | 2 – 3                   | Чехія              | Відбір до ЧЄ 2016              | 1    | 39', 88' |
| Усього     |                    | Матчів (7 місце)   | 101                     |                    | Голів (1 місце)                | 50   |          |

## Титули і досягнення

### Командні
- Володар Суперкубка Англії з футболу (2):

«Арсенал»:  2004
«Манчестер Юнайтед»:  2013
- Володар Кубка Англії (1):

«Арсенал»:  2004-05
- Чемпіон Англії (1):

«Манчестер Юнайтед»:  2012-13
- Володар Кубка УЄФА (1):

«Феєнорд»: 2001-02
- Володар Кубка Нідерландів (1):

«Феєнорд»: 2017-18
- Володар Суперкубка Нідерландів (1):

«Феєнорд»: 2018
- Віце-чемпіон світу: 2010
- Бронзовий призер чемпіонату світу: 2014

### Особисті
- Гравець місяця англійської Прем'єр-ліги (3): листопад 2005, жовтень 2009, жовтень 2011
- Найкращий бомбардир англійської Прем'єр-ліги (2): 2011-2012 (30), 2012-2013 (26)
- Футболіст року за версією футболістів ПФА: 2012
- Футболіст року за версією АФЖ:2012